# Ross Tierney
Ross Tierney (* 6. März 2001 in Dublin) ist ein irischer Fußballspieler, der bei Bohemians Dublin in der League of Ireland unter Vertrag steht.

## Karriere

### Verein
Ross Tierney spielte in seiner Jugend in seiner Geburtsstadt für Bohemians Dublin. Nachdem Tierney die U17- und U19-Mannschaft des Vereins durchlaufen hatte, wurde er in der Saison 2019 erstmals in den Kader der ersten Mannschaft berufen. Er gab sein Debüt im Viertelfinale des League of Ireland Cup im Mai 2019 gegen Cork City und erzielte das erste Tor bei einem 2:0-Sieg. In der zweiten Hälfte der Saison kam er auch zu seinem Ligadebüt, als er im August 2019 in der Partie gegen Finn Harps für Daniel Mandroiu eingewechselt wurde. In seinem zweiten Ligaspiel gelang ihm ein Tor beim 10:1-Kantersieg über den University College Dublin AFC. Am Ende der Saison konnte Tierney acht Ligaspiele und zwei Tore vorweisen. In der folgenden Saison 2020 die mit der Vizemeisterschaft endete, absolvierte er nochmals acht Ligaspiele blieb aber ohne eigenes Tor. In der Saison 2021 gelang ihm der Durchbruch und er wurde Stammspieler bei Bohemians. Mit sieben Toren in 34 Ligaspielen war er hinter Georgie Kelly (21) und Liam Burt (9) zweitbester Torjäger des Vereins.
Im Dezember 2021 unterschrieb Tierney einen Vertrag beim FC Motherwell aus Schottland gegen eine nicht genannte Ablösesumme einen Dreieinhalbjahresvertrag. Der Wechsel wurde am 1. Januar 2022 offiziell abgeschlossen. Tierney gab sein Debüt für den Verein am 22. Januar 2022 im schottischen Pokal gegen Greenock Morton. Sein erstes Tor für Motherwell erzielte er am 1. Februar, als er beim 1:1-Unentschieden gegen den FC St. Mirren in der 92. Minute den Ausgleich erzielte.

### Nationalmannschaft
Ross Tierney absolvierte im Jahr 2019 jeweils zwei Länderspiele für die irische U18- und U19-Nationalmannschaft. Für die U19 erzielte er zusätzlich ein Tor bei einem 13:0-Sieg gegen Gibraltar. Im Juni 2021 debütierte Tierney in der U21-Nationalmannschaft von Irland. 